# Bendis irregularis
Bendis irregularis là một loài bướm đêm trong họ Noctuidae.